# Алв Г'єстванг
Алв Г'єстванг (норв. Alv Gjestvang; нар. 13 вересня 1937, Естре-Тутен — пом. 26 листопада 2016, Ліллегаммер) — норвезький ковзаняр, срібний і бронзовий призер Олімпійських ігор.

## Виступ на Олімпіаді
Алв Г'єстванг був кращим спринтером в Норвегії наприкінці 1950-х — на початку 1960-х років.На дистанції 500 м на Зимових Олімпійських іграх 1956 він виборов бронзу, на Олімпійських іграх 1960 був шостим і на Олімпійських іграх 1964 поділив другу сходинку разом з радянськими ковзанярами Євгеном Грішиним і Володимиром Орловим.